# Mimela pachygastra
Mimela pachygastra är en skalbaggsart som beskrevs av Hermann Burmeister 1855. Mimela pachygastra ingår i släktet Mimela och familjen Rutelidae. Inga underarter finns listade i Catalogue of Life.